# Mamlukkendynastie
De Mamlukkendynastie (ook bekend als Slavendynastie of Ghulamdynastie) (Perzisch: سلسله غلامان) was een koninklijke dynastie die het sultanaat Delhi regeerde vanaf de stichting in 1206 tot 1290, toen de Khaljidynastie aan de macht kwam. De Slavendynastie bestond uit zogenaamde mamlukken, tot de islam bekeerde slaven die voor de sultans in het bestuur en leger dienden. De meest capabele van deze mamlukken wisten op te klimmen tot de hoogste posities aan het hof en werden zelf sultan.

## Achtergrond
De islamitische invallers van het noorden van India worden aan het begin van de 13e eeuw wel "slaven" genoemd. Het waren meestal oorspronkelijk Turks-Perzische of Afrikaanse soldaten die als kind verkocht waren aan deze of gene militaire machthebber in Afghanistan. Het feit dat het slaven waren garandeerde hun loyaliteit en degenen met de grootste militaire of bestuurlijke capaciteiten konden opklimmen tot hoge functies. Het gevolg was dat de Afghaanse veldheren een formidabele vechtmachine tot hun beschikking hadden, die indien nodig kon worden aangevuld met huurlingen.
De slaaf-soldaten hadden hun Turkse taal en cultuur en islamitische religie gemeen. Dit gaf de islamitische legers een sterke moraal, ook omdat ze vochten tegen volkeren die ze als heidenen beschouwden. De soldaten werden getraind in goedgeorganiseerde, dicht op elkaar vechtende cavalerie-eenheden. Deze konden snel opereren en dankzij hun kunde met de boog zowel van dichtbij als ook van afstand de vijand belagen. De legers van de inheemse heersers van het noorden van India bleken tegen deze nieuwe vorm van oorlogsvoering niet goed opgewassen.
De Slavendynastie van Delhi was in geen geval een incident. In de 13e eeuw kwam het in de hele islamitische en Byzantijnse wereld voor dat families met te veel kinderen en te weinig middelen om allen van eten te voorzien hun sterke, mannelijke kinderen als slaaf verkochten. Veroveraars als de Ottomanen in Klein-Azië of de Ayyubiden in het Midden-Oosten verkregen hun legers op dergelijke wijze. In beide gevallen zouden de slaven uitgroeien tot een machtige groep achter de troon. In Egypte ontstond net als in het noorden van India een Slavendynastie, toen de slaven de macht van hun meesters overnamen.

## Geschiedenis
Drie van de sultans van de Slavendynastie hadden voor ze sultan werden als slaaf hoge functies bereikt. De eerste daarvan was de stichter van de dynastie en het sultanaat, Qutbuddin Aibak (regeerde 1206 - 1210). Qutbuddin diende als veldheer en gouverneur onder sultan Muhammad Ghowri, die een rijk bestuurde in het tegenwoordige Afghanistan en Iran. Ghowri had in 1187 de stad Lahore veroverd, in het tegenwoordige Pakistan. Daarop stelde hij Qutbuddin aan als gouverneur. Deze trok verder naar het oosten en veroverde in 1192 Delhi op de laatste hindoeïstische radja, Prithviraj Chauhan. In de daarop volgende jaren wist Qutbuddin gebied te onderwerpen tot Gujarat in het zuiden en Bengalen in het oosten, zodat een groot deel van het noorden van India onder islamitisch gezag kwam te staan.
Toen Muhammad Ghowri in 1206 overleed had hij geen duidelijke opvolger en werd zijn rijk verdeeld onder zijn mamlukgouverneurs. Qutbuddin werd de eerste sultan van Delhi. Hij overleed echter vier jaar later. Nadat zijn zoon Aram Shah vermoord werd kwam zijn schoonzoon Shamsuddin Iltutmish aan de macht (regeerde 1211 - 1236). Deze was een capabel heerser die grote gebieden aan het sultanaat toevoegde, waaronder Bengalen in 1227. Na zijn dood kwamen een aantal van zijn kinderen aan de macht, waaronder zich uitzonderlijk genoeg een dochter bevond, Razia Sultan (1236 - 1240). Na de dood van Nasiruddin Mahmud, de laatste zoon van Iltutmish (1246 - 1266), ging de macht over op diens vizier en schoonzoon Giyathuddin Balban (1266 - 1287), een andere slaaf die was opgeklommen in de bestuurlijke elite. Balban werd opgevolgd door zijn kleinzoon Muizuddin Qaiqabad (1287 - 1290). Bengalen splitste zich af onder Nasiruddin Bughra Khan.
Qaiqabad raakte in 1290 verlamd als gevolg van een aanslag. Zijn zoontje Kayumars werd tot sultan benoemd maar gevangengenomen door de machtige vizier Jalaluddin Firuz Khalji. Khalji riep zichzelf uit tot sultan waarmee een einde kwam aan de Slavendynastie.

## Bestuur
Hoewel de sultans als absolute monarchen regeerden, werden ze bijgestaan door een raad van 40 "edelen", de chalissa. Dit waren allen niet-inheemse, islamitische Turks-Perzische bestuurders, veelal zelf bekeerde slaven. Oorspronkelijk was de raad voortgekomen uit de mammelukse legerindeling, waarin de aanvoerder en zijn bevelhebbers op voet van gelijkheid stonden. De chalissa speelde in het begin daarom een belangrijke rol, vooral bij de successie. Onder de zwakkere sultans trok ze de macht naar zich toe. Sultan Balban had duidelijk een meer uitgesproken rol van de sultan voor ogen dan zijn voorgangers en schafte de raad af. Onder de latere Khalji- en Tughluqdynastieën zou de sultan een meer uitgesproken status als monarch krijgen.

## Kunst en cultuur

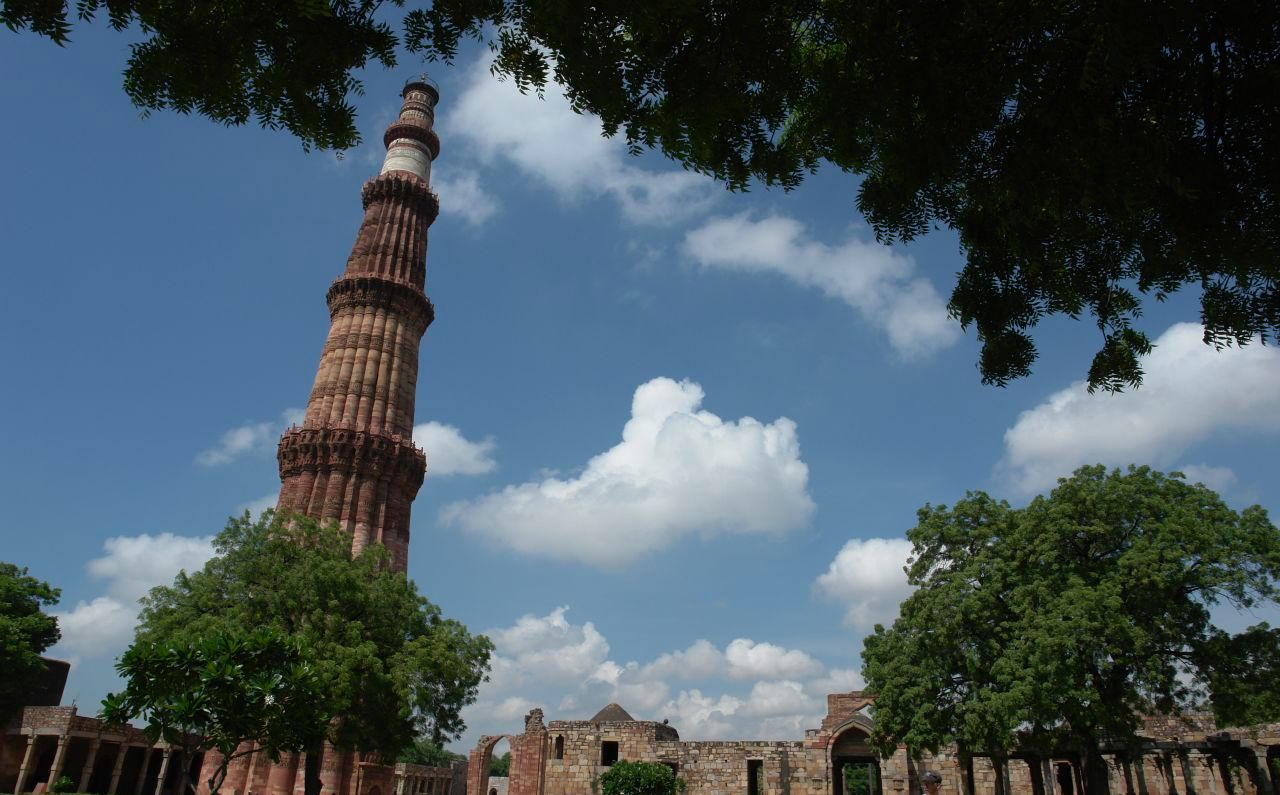
De Qutb Minar in Tughluqabad bij Delhi, waarvan de bouw begon onder Qutbuddin Aibak. De toren diende als minaret maar ook als symbool van de macht van de sultan.

De belangrijkste mammelukse sultans, Qutbuddin Aibak, Iltutmish en Balban, lieten in Tughluqabad bij Delhi een nieuwe hoofdstad aanleggen en verfraaien. De overblijfselen daarvan zijn tegenwoordig nog te zien in het Qutb Minarcomplex. Omdat de architecten en bouwlieden overgebracht werden uit Afghanistan, vertoont de bouwstijl sterke gelijkenis met de Turks-Perzische Ghaznaviden en Ghowriden. Het materiaal dat gebruikt werd kwam echter uit India: wit marmer uit Rajasthan en rode zandsteen uit de omgeving van Delhi. Deze typische combinatie zou later ook door de Mogols gebruikt worden.

## Lijst van mammelukse sultans
- Qutbuddin Aibak (1206 - 1210)
- Aram Shah (1210 - 1211)
- Shamsuddin Iltutmish (1211 - 1236)
- Ruknuddin Firuz (1236)
- Razia Sultan (1236 - 1240)
- Muizuddin Bahram (1240 - 1242)
- Alauddin Masud (1242 - 1246)
- Nasiruddin Mahmud (1246 - 1266)
- Giyathuddin Balban (1266 - 1287)
- Muizuddin Qaiqabad (1287 - 1290)
- Kayumars (1290)